# قوزلیجه (رزن)
قوزلیجه (رزن)، روستایی از توابع بخش سردرود شهرستان رزن در استان همدان ایران است.

## جمعیت
این روستا در دهستان سردرودسفلی قرار دارد و براساس سرشماری مرکز آمار ایران در سال ۱۳۹۵، جمعیت آن ۶۴ نفر (۲۳خانوار) بوده‌است.